# 10246 Frankenwald
Frankenwald (asteróide 10246) é um asteróide da cintura principal, a 2,414515 UA. Possui uma excentricidade de 0,0575997 e um período orbital de 1 497,92 dias (4,1 anos).
Frankenwald tem uma velocidade orbital média de 18,60781998 km/s e uma inclinação de 10,14692º.
Este asteróide foi descoberto em 24 de Setembro de 1960 por Cornelis van Houten, Ingrid van Houten-Groeneveld.